# 韓佩穎
韓佩穎（1982年9月3日—），新竹市人，臺灣新聞界人物，現任東森新聞台《東森假日午安新聞》主播兼任製作人、《聚焦新視界》主持人。擁有「甜姊兒主播」之稱的韓佩穎，大學時期是「銘傳12金釵」之一，2007年以前是緯來體育台的當家主播。

## 學歷
- 政治大學新聞傳播研究所肄業。
- 銘傳大學廣播電視學系。
- 臺灣省立竹東高級中學

## 經歷
- 大愛新聞實習生。
- 年代新聞台實習生、工讀生。
- 緯來體育台體育記者、體育主播。
- 緯來育樂台節目主持人。
- 東森新聞台記者、主播、主持人、午安新聞主播[1][2]、假日午安新聞主播兼任製作人、《趨勢新未來》、《聚焦新視界》主持人。

## 主持作品

### 曾主持或主播過的節目
| 頻道                   | 時間                              | 節目                                                                                       | 備註         |
| ---------------------- | --------------------------------- | ------------------------------------------------------------------------------------------ | ------------ |
| 緯來體育台             | 2005年                            | 緯來體育新聞                                                                               | 主播         |
| 緯來育樂台             | 2005年                            | 體育休閒新聞                                                                               | 主播         |
| 東森電視台、緯來電視網 | 2006年                            | 《東森緯來體育周報》                                                                       | 主播         |
| 痞客邦明星聊天室Live   | 2011年                            | 歌手蕭敬騰狂想曲直播活動                                                                   | 主持人       |
| 痞客邦明星聊天室Live   | 2011年                            | 歌手王心凌直播活動                                                                         | 主持人       |
| 痞客邦明星聊天室Live   | 2011年                            | 歌手盧廣仲華山藝文中心戶外活動                                                             | 主持人       |
| 痞客邦明星聊天室Live   | 2011年                            | 歌手郭靜直播活動                                                                           | 主持人       |
| 痞客邦明星聊天室Live   | 2011年                            | 宅男女神安心亞活動                                                                         | 主持人       |
| 痞客邦明星聊天室Live   | 2011年                            | 藝人豆花妹LIVE聊天室                                                                       | 主持人       |
| 痞客邦明星聊天室Live   | 2011年                            | 團體Lollipop F直播聊天室                                                                   | 主持人       |
| 痞客邦明星聊天室Live   | 2011年                            | 香港歌手陳奕迅《？》LIVE活動                                                               | 主持人       |
| 痞客邦明星聊天室Live   | 2011年                            | 香港歌手古巨基 《暢談大時代》 LIVE活動                                                     | 主持人       |
| 痞客邦明星聊天室Live   | 2011年                            | 歌手JJ林俊傑《學不會》LIVE聊天室                                                           | 主持人       |
| 痞客邦明星聊天室Live   | 2012年                            | 歌手倪安東 直播活動                                                                        | 主持人       |
| 痞客邦明星聊天室Live   | 2012年                            | 團體浩角翔起 《笑一個》 LIVE聊天室                                                         | 主持人       |
| 痞客邦明星聊天室Live   | 2012年                            | 藝人羅志祥 《全城熱愛》 LIVE 聊天室                                                        | 主持人       |
| 痞客邦明星聊天室Live   | 2012年                            | 歌手范瑋琪 《愛在一起》 娛樂丸LIVE                                                         | 主持人       |
| 痞客邦明星聊天室Live   | 2012年                            | 歌手林宥嘉直播活動                                                                         | 主持人       |
| 痞客邦明星聊天室Live   | 2012年                            | 藝人林逸欣 《作對》 LIVE活動                                                               | 主持人       |
| 痞客邦明星聊天室Live   | 2012年                            | 藝人郭書瑤 《愛的告白》 LIVE直播活動                                                       | 主持人       |
| 痞客邦明星聊天室Live   | 2012年                            | 歌手韋禮安 《有人在等》 LIVE直播活動                                                       | 主持人       |
| 痞客邦明星聊天室Live   | 2012年                            | 歌手張芸京 《小女孩》 LIVE直播活動                                                         | 主持人       |
| 痞客邦明星聊天室Live   | 2012年                            | 歌手關詩敏 《關在家》 LIVE直播活動                                                         | 主持人       |
| 痞客邦明星聊天室Live   | 2012年                            | 歌手炎亞綸 《紀念日》LIVE影音活動                                                          | 主持人       |
| 痞客邦明星聊天室Live   | 2012年                            | 泰國男星馬力歐來台宣傳電影直播活動                                                         | 主持人       |
| 東森新聞台             | 2007年-2014年「東森夜貓子新聞」   | 美洲新聞                                                                                   | 主播         |
| 東森新聞台             | 2007年-2014年「東森夜貓子新聞」   | 《運動王》                                                                                 | 主播         |
| 東森新聞台             | 2007年-2014年「東森夜貓子新聞」   | 《名人運動王特別報導》                                                                     | 主持人       |
| 東森新聞台             | 2007年-2014年「東森夜貓子新聞」   | 東森整點新聞                                                                               | 主播         |
| 東森新聞台             | 2007年-2014年「東森夜貓子新聞」   | 《熱血high一夏》                                                                           | 主持人       |
| 東森新聞台             | 2007年-2014年「東森夜貓子新聞」   | 東森電視尾牙                                                                               | 主持人       |
| 東森新聞台             | 2014-2022年7月6日「東森午安新聞」 | 開始固定播報1213《東森午安新聞》                                                           | 主播         |
| 東森新聞台             | 2014-2022年7月6日「東森午安新聞」 | 與丁元凱合作主持台北國際馬拉松電視轉播                                                     | 主播         |
| 東森新聞台             | 2014-2022年7月6日「東森午安新聞」 | 與主播徐俊相擔任東森電視集團尾牙主持人                                                     | 主持人       |
| 東森新聞台             | 2014-2022年7月6日「東森午安新聞」 | 拍攝EBC東森新聞台1213《東森午安新聞》全新宣傳片                                            |              |
| 東森新聞台             | 2014-2022年7月6日「東森午安新聞」 | 正式固定播報週一至週五 1213《東森午安新聞》。                                              | 主播         |
| 東森新聞台             | 2014-2022年7月6日「東森午安新聞」 | 《東森創作》《鐘樓愛人》首映記者會                                                         | 主持人       |
| 東森新聞台             | 2014-2022年7月6日「東森午安新聞」 | 代班《海峽拼經濟》節目                                                                     | 主持人       |
| 東森新聞台             | 2014-2022年7月6日「東森午安新聞」 | 轉播東森新聞台 2018亞運特別報導，2018年亞洲運動會                                          | 主播         |
| 東森新聞台             | 2014-2022年7月6日「東森午安新聞」 | 播報東森新聞台《2018九合一開票特別報導》                                                   | 主播         |
| 東森新聞台             | 2014-2022年7月6日「東森午安新聞」 | 播報東森新聞台《大選觀察站》                                                               | 主播         |
| 東森新聞台             | 2014-2022年7月6日「東森午安新聞」 | 東森午安愛河現場LIVE．韓佩穎愛河現場                                                       | 主播         |
| 東森新聞台             | 2014-2022年7月6日「東森午安新聞」 | 代班主持《海峽拼經濟》節目                                                                 | 主播         |
| 東森新聞台             | 2014-2022年7月6日「東森午安新聞」 | 韓國瑜雲林造勢現場連線                                                                     | 主播         |
| 東森新聞台             | 2014-2022年7月6日「東森午安新聞」 | 國民黨第二場國政願景電視發表會連線                                                         | 主播         |
| 東森新聞台             | 2014-2022年7月6日「東森午安新聞」 | 與主播徐俊相、主播黃文華擔任東森超視.EBC東森電視.永德生技-鼠年興旺聯歡晚會                 | 主持人       |
| 東森新聞台             | 2014-2022年7月6日「東森午安新聞」 | 曾主持2020聚焦關鍵《關鍵時刻》週末版節目                                                   | 主持人       |
| 東森新聞台             | 2014-2022年7月6日「東森午安新聞」 | 代班《台灣1001個故事》節目                                                                 | 主持人       |
| 東森新聞台             | 2014-2022年7月6日「東森午安新聞」 | 代班2020聚焦關鍵《關鍵時刻》週末版節目                                                     | 主持人       |
| 東森新聞台             | 2014-2022年7月6日「東森午安新聞」 | 2017年台北世大運轉播                                                                       | 主播         |
| 東森新聞台             | 2014-2022年7月6日「東森午安新聞」 | 2018年印尼雅加達亞運轉播                                                                   | 主播         |
| 東森新聞台             | 2014-2022年7月6日「東森午安新聞」 | 2020年東京奧運轉播                                                                         | 主播         |
|                        | 2007年2月10日                     | 《第四季SBL超級籃球聯賽》                                                                  | 場邊主播     |
|                        | 2007年12月7日                     | 《第五季SBL超級籃球聯賽開幕派對》                                                          | 主持人       |
| 文化大學               | 2008年5月14日                     | 《文化大學華岡電視台主播大賽》                                                             | 評審         |
| 經濟部工業局           | 2011年8月                         | TES電動機車看見篇宣傳廣告                                                                  |              |
|                        | 2013年6月                         | 專訪韓國女星 奇皇后河智苑                                                                  | 主播         |
|                        | 2013年6月9日                      | 韓劇奇皇后河智苑來台記者會                                                                 | 主持人       |
|                        | 2013年10月23日                    | 日本綜藝天王田村淳首度在台主持的臺灣、日本合作新節目絕對不單淳記者會(特別嘉賓：天團五月天) | 主持人       |
|                        | 2014年12月23日                    | 日本綜藝天王田村淳來台灣找美食                                                             |              |
|                        | 2015年6月7日                      | 《國家卓越建設獎頒獎典禮》                                                                 | 主持人       |
|                        | 2015年6月12日                     | 《嫁妝到超視》記者會                                                                       | 主持人       |
|                        | 2015年8月                         | 公益講座                                                                                   | 主持人       |
|                        | 2015年9月                         | 被網友票選為最受歡迎人氣主播亞軍                                                           |              |
|                        | 2015年10月                        | 胡瓜新節目開播記者會                                                                       | 主持人       |
|                        | 2015年11月14日                    | 棒球12強賽事新北市戶外廣場活動                                                             |              |
|                        | 2015年11月21日                    | 血友病友獎學金頒獎典禮                                                                     | 評審、主持人 |
|                        | 2015年12月4日                     | 與台北中正高中學生座談。                                                                   |              |
|                        | 2015年12月                        | 參與人安公益基金會公益影片錄製                                                             |              |
|                        | 2016年1月                         | 擔任銘傳大學主播營講師                                                                     |              |
| 上銀科技股份有限公司   | 2016年3月                         | 上銀機械碩士論文獎頒獎典禮                                                                 | 主持人       |
| 東森新聞台             | 2022年7月18日－至今               | 《東森整點新聞》                                                                           | 主播         |
| 東森新聞台             | 2022年8月13日－至今               | 《東森假日午安新聞》                                                                       | 主播、製作人 |
| 東森新聞台             | 2022年10月10日                    | 《2022國慶大典特別報導》                                                                   | 現場轉播主播 |
| 東森新聞台             | 2023年1月21日                     | 《經典王牌看東森》                                                                         | 主持人       |
| 東森新聞台             | 2025年4月－2025年5月              | 《趨勢新未來》                                                                             | 主持人       |
| 東森新聞台             | 2025年5月－至今                   | 《聚焦新視界》                                                                             | 主持人       |

## 名人專訪
- 交通部長：林佳龍
- 民進黨立委參選人：吳怡農
- 路易莎咖啡創辦人：黃銘賢
- 小提琴家：曾宇謙、陳銳(Ray Chen)、林品任
- 職業圍棋棋士：黑嘉嘉、俞俐均
- 藝人：陳奕迅、古巨基、王心凌、蕭敬騰、林宥嘉、林俊傑、韋禮安、炎亞綸、安心亞、郭書瑤、范瑋琪、泰國男星馬力歐.....等

## 榮譽
| 年份     | 獲提名 | 獎項                                         | 結果   |
| -------- | ------ | -------------------------------------------- | ------ |
| 時間待查 | 韓佩穎 | 銘傳大學金釵隊成員                           | 不適用 |
| 2015年   | 韓佩穎 | 閃亮星電視大賞人氣投票活動，最受歡迎人氣主播 | 第二名 |

## 出版作品

### 雜誌
- 2014年，《好房網》第13期：東森夜間新聞主播 韓佩穎／一股傻勁 拚出美好人生[4]

## 電視廣告
- 經濟部工業局  TES電動機車看見篇宣傳廣告

## 網路廣告
- 2022 「Foodpanda網路形象廣告」[5]

## 公益活動
- 2018東森傳愛 聽見愛的聲音[6]
- 2022年4月，社團法人中華民國老人福利關懷協會『協會愛心大使』[7]
- 參與「10大正妹主播跨刀 50K超馬為漸凍人開跑」公益活動[8]
- 主播獻愛｜韓佩穎手繪聖誕樹義賣[9]

## 外部連結
- 韓佩穎在台灣棒球維基館上的頁面（繁體中文）
- 韓佩穎主播(Natalie)的Facebook專頁
- Natalie 韓佩穎的Instagram帳戶
- YouTube上的韓佩穎Natalie頻道 （页面存档备份，存于）